# National Geographic (stacja telewizyjna)
National Geographic (w skrócie Nat Geo lub Nat Geo TV) – satelitarny kanał telewizyjny Towarzystwa National Geographic, dostępny za pośrednictwem płatnych platform cyfrowych i telewizji kablowych. Flagowy kanał National Geographic Global Networks. Oryginalnie tworzony w języku angielskim. Istnieje kilkanaście wersji regionalnych, w tym polska.
13 listopada 2016 roku kanał przeszedł rebranding. Z nazwy usunięte zostało słowo channel, a hasło programu Dowiedz się więcej zastąpiło nowe Sięgamy dalej.

## Zakres tematyczny
Kanał emituje programy dokumentalne (z treściami faktu) dotyczące przyrody, nauki, kultury i historii. Pewny udział mają programy reality i pseudonaukowe. Jego główną siostrzaną siecią na całym świecie jest Nat Geo Wild, która koncentruje się na programach związanych ze zwierzętami,

## Przegląd
We wrześniu 1997 roku wyemitowano w Europie i Australii pierwszy światowy National Geographic Channel. W lipcu 1998 roku wyemitowano National Geographic Channel w Azji przy udziale dystrybutora STAR TV (zajmującego miejsce NBC Asia Channel. Podobne przejście miało miejsce w NBC Europa w 1998 roku.) Dziś kanał jest dostępny dla ponad 143 krajów, jest oglądany w ponad 160 milionach domów i w 25 językach.
Właściciel stacji – National Geographic Global Networks – to spółka joint venture The Walt Disney Company (73%) i National Geographic Society (27%). Za zarządzanie operacyjne odpowiada Disney, który udziały uzyskał po przejęciu większości w 21st Century Fox. Ogłoszenie zakupu nastąpiło 14 grudnia 2017 r., transakcję zamknięto 20 marca 2019 r.
W Kanadzie kanał jest własnością Alliance Atlantis i National Geographic Channel USA, podczas gdy europejskie wersje zarządzane są wspólnie przez firmę-siostrę Fox i British Sky Broadcasting (BSkyB). Oferta zawiera anglojęzyczną wersję dla Wielkiej Brytanii, Islandii i Republiki Irlandii, która obsługuje własny serwis telewizyjny Sky Digital BSkyB, Tiscali TV w Wielkiej Brytanii, Sky Digital, UPC, Magnet Networks, SCTV w Republice Irlandii i Skjarin w Islandii.
W Australii National Geographic Channel jest obsługiwany przez Foxtel, Optus, Austar, Neighbourhood Cable, TransTV i Selec TV. Australijska wersja zawiera prezentacje materiału promocyjnego Australijskiego gościa oraz wstęp do pewnych programów, seriali i wyjątkowych atrakcji.
W Nowej Zelandii National Geographic Channel jest transmitowany przez SKYNetwork Television i TelestraClear InHome TV.
W Południowej Afryce kanał jest obsługiwany przez Digital Satellite Television (także znaną jako DStV).

## National Geographic HD
1 lutego 2011 roku ramówka National Geographic Channel i National Geographic Channel HD została ujednolicona. Do tego dnia oba kanały pokazywały dwa różne programy, gdzie premiery emitowane były w SD. Zmiany te są wynikiem tworzenia nowych produkcji przez National Geographic w jakości HD.
Dystrybucją kanału zajmuje się Fox International Channels, należący do korporacji News Corporation. Kanał uzyskał zgodę brytyjskiego regulatora OFCOM na emisję w polskiej wersji językowej. Oferta tego kanału jest specjalnie stworzona dla polskiego widza.

## Wybrane pozycje programowe
- Czysta nauka
- Duży, Wielki, Największy
- Interes na celowniku
- Katastrofa w przestworzach
- Niebezpieczne spotkania
- Odkrywcy
- Policjanci z Alaski
- Pułapki umysłu
- Rescue Ink
- Rzeki i życie
- Sensacje XX wieku (współpraca z TVP)
- Tajemnice Krzyża
- Tajemnice powiązań inżynieryjnych
- Tuż przed tragedią
- Uliczne eksperymenty[9]
- Wielkie konstrukcje
- Wyzwania przyszłości
- Zwariowana Nauka

## Logo
| Lata                                   | Opis | Logo |
| -------------------------------------- | --- | ---- |
| 1 kwietnia 1998 – 31 października 2002 | Prostokąt, a obok prostokątu napis „National Geographic Channel” z czcionką Times New Roman.                              |      |
| 1 listopada 2002 – 17 kwietnia 2011    | Logo podobnie jak poprzednie, z tym że napisy „National Geographic Channel” miały nową czcionkę.                          |      |
| 18 kwietnia 2011 – 12 listopada 2016   | Logo podobnie jak poprzednie, z tym że napis „National Geographic” miał czarny napis, a napis „Channel” miał biały napis. |      |
| od 13 listopada 2016                   | Logo podobnie jak poprzednie, z tym że usunięto napis „Channel”, a pozostały tylko: napis „National Geographic”.          |      |

Na czas żałoby narodowej zmienia na kolor czarny.